# 麻雀オンザビーチ
『麻雀オンザビーチ』とは、1993年9月30日にNECアベニューから発売されたPCエンジンSUPER CD-Ro㎡用のゲームソフトである。ジャンルは麻雀ゲーム。漫画家の遊人がキャラクターデザインを担当している。

## ゲーム内容

### システム
「追跡モード」「対局モード」「ピンナップ」の3種類のモードがあり、「追跡モード」は「白鷺静香」とのハワイ旅行を同級生の「黒田志津香」に邪魔され、ビーチを離れてしまった静香をプレイヤーがハワイの街で探す中で複数の日本人の女性と出会い、麻雀で対戦し、時に出会った女性に気を取られながらも静香を追い続ける。「対局モード」ではハワイを訪れた20人の女性キャラクターから相手を1人ずつ選択しての対戦となる。「追跡モード」「対局モード」とも白鷺静香以外の女性キャラクターに対しては麻雀で1勝すればクリアとなり、白鷺静香のみ彼女の点数をゼロ以下にするまでクリアとならない。女性キャラクターをクリアするとその女性キャラクターのピンナップが得られる。「ピンナップ」では対局モードでセーブした女性キャラクターのピンナップを閲覧することができる。

### アイテム
棒ネクタイ
- ホテルAに入るのに必要。ワールウースで購入可能 (5,000G)。

蝶ネクタイ
- ホテルBに入るのに必要。免税店で購入可能 (10,000G)。

ビーチマット
- 砂浜に入るのに必要。ACBストア1で購入可能 (4,000G)。

ビーチサンダル
- 砂浜に入るのに必要。ACBストア2で購入可能 (2,000G)。

ハンバーガー
- ある場所に入るのに必要。フードベーカリーで購入可能 (1,000G)。

サンドイッチ
- ある場所に入るのに必要。サンドイッチショップで購入可能 (2,000G)。

入場券
- 動物園に入るのに必要。ワールウースで購入可能 (3,000G)。

聖書
- 教会に入るのに必要。ナショナルマーケットで購入可能 (5,000G)。

ロザリオ
- 教会に入るのに必要。ポリネシアゴザールで購入可能 (3,000G)。

## 登場人物
プレイヤー
- 声 - モンデン・ヒロシ（対局の声） 
6月15日生まれ。3000点（点数は追跡モードの点数）。プレイヤーの誕生日が6月15日との設定は遊人の誕生日に由来している。

白鷺静香
- 声 - 山崎和佳奈
4月8日生まれ。25000点。マップ上で2人の女の子のどちらかでIボタンを押すと出会える。花を持って登場する。追跡モードでは1回勝負ではなく、静香のスコアをゼロにすると勝利。

諸星薫
- 声 - 山崎和佳奈 
3月15日生まれ。1000点。追跡モードでの点数は最低の点数。制服姿で登場する。

飯島雪絵
- 声 - 笠原留美
12月28日生まれ。2000点。バニーガール姿で登場し、ピンナップではテニス姿。

宮前佐智子
- 声 - 笠原留美 
6月29日生まれ。2000点。ピンナップでは黄色い水着姿。プレイヤー並びに遊人と誕生日が2週間違いである。

石原麻衣子
- 声 - 西本悦子 
2月14日生まれ。18000点。

桜樹美穂
- 声 - 西本悦子 
8月6日生まれ。10000点。

黒田志津香
- 声 - 嶋方淳子
7月7日生まれ。8000点。マップ上で2人の女の子のどちらかでIボタンを押すと静香の代わりに時折現われる。追跡モードはピンクの水着とズボン姿。プレイヤーに勝利した際のセリフが長い。また志津香か勝利した場合プレイヤーはズボンを脱がされる展開となる。

高垣奈緒美
- 声 - 嶋方淳子
2月3日生まれ。20000点。セリフは大阪弁を話す。

斎藤茜
- 声 - 住友七絵
1月31日生まれ。18000点。追跡モードとピンナップはおさげ髪。

西村貴代子
- 声 - 住友七絵 
4月20日生まれ。10000点。

佐々木夢子
- 声 - 井上美紀
3月4日生まれ。5000点。浜辺で出会う。

花園蘭
- 声 - 井上美紀 
7月5日生まれ。15000点。追跡モードとピンナップは赤いビキニ姿。追跡モードで出会った時とプレイヤーが負けた場合はスクロールしない。

鈴木愛
- 声 - 大塚瑞恵
7月26日生まれ。20000点。佐々木夢子と同様に浜辺で出会う。

松野桜子
- 声 - 大塚瑞恵 
1月2日生まれ。25000点。追跡モードでの点数は最高の点数。対戦時のウィンドウでは「SAKURA」と表示され、計算では「SAKURAKO」と表示される。

高岡法子
- 声 - 永島由子
9月15日生まれ。2000点。携帯電話を持って登場する。追跡モードでプレイヤーが勝つとスクロールしない。

仲田祐子
- 声 - 永島由子 
11月1日生まれ。15000点。

徳永敬子
- 声 - 緒方恵美
10月15日生まれ。17000点。追跡モードで勝った時とピンナップはスクロールせず、追跡モードでは自転車に乗って登場するがある一定の場所にしか出現しない。

結城ほづみ
- 声 - 緒方恵美 
10月4日生まれ。10000点。追跡モード、ピンナップともピンク色の水着姿だが、水着のデザインは異なる。ピンナップでは自転車に乗って登場する。

深川英里
- 声 - 新山志保
5月11日生まれ。5000点。

牧瀬美奈
- 声 - 新山志保 
11月16日生まれ。5000点。パジャマ姿で歯ブラシを加えて登場する。勝った時髪が見える。

## スタッフ
- エグゼクティブ・プロデューサー：やまぐちたくろう
- プロデューサー：石原幸男
- ディレクター：山下賢一
- エンジニア：小座間隆
- セールス・サポート：室星薫
- カバー・デザイン：もりたまこと
- プロモーション：多部田俊雄、本明律子
- カバー・イラストレーション：遊人
- オリジナル・キャラクター・デザイン：遊人
- キャラクター・デザイン：AIC
- レコーディング：TVT赤坂
- スペシャル・サンクス：三浦享(at AIC)、やまざきなるひと、青二プロダクション

## 評価
ゲーム誌「ファミコン通信」の「クロスレビュー」では6・4・5・4の合計19点（満40点）、「月刊PCエンジン」では60・80・75・65・75の平均71点（満100点）、「電撃PCエンジン」では40・50・45・40の平均43.75点（満100点）、「PC Engine FAN」の読者投票による「ゲーム通信簿」での評価は以下の通りとなっており、21.5点（満30点）となっている。
| 項目 | キャラクタ | 音楽 | お買得度 | 操作性 | 熱中度 | オリジナリティ | 総合 |
| 得点 | 4.4        | 3.5  | 3.2      | 3.7    | 3.4    | 3.4            | 21.5 |